# Nonea pulmonarioides
Nonea pulmonarioides är en strävbladig växtart som beskrevs av Pierre Edmond Boissier och Bal. Nonea pulmonarioides ingår i släktet nonneor, och familjen strävbladiga växter. Inga underarter finns listade i Catalogue of Life.